# Anaspis mulsanti
Anaspis mulsanti es una especie de coleóptero de la familia Scraptiidae.

## Distribución geográfica
Habita en Europa.